# ドウドウセン
ドウドウセン（どうどうせん）は、群馬県利根郡みなかみ町の谷川連峰赤谷川にある滝。総落差は約100ｍ。

## 概要
谷川連峰万太郎山南面の赤谷川本流に掛かる連瀑で、7段の総落差は約100m。両岸の幅が3メートルほどのゴルジュが直角に左に折れた先にあり、ドウドウセンという名前は滝は見えないのにドウドウという音だけが聞こえることに由来している。ドウドウセンのすぐ下流には裏越ノセンという6段70mの大滝がかかる。1981年に東京大学スキー山岳部パーティがドウドウセンが全7段であることを解明した。2002年版より古い国土地理院1:25,000地形図では実際の位置よりも500mほど上流にドウドウセンの記載があり、1999年に本図一統らがその間違いを指摘した。

## 登山史
- 1938年9月、上田哲農らが赤谷川を遡行しているが、ドウドウセンは高巻いている[2]。
- 1981年8月、東京大学スキー山岳部の永田東一郎と名久井恒司がドウドウセンを下降し、全7段であることを解明した[4][7]。
- 1999年8-9月、ACCJ茨城の本図一統らが裏越ノセンとドウドウセンをほぼ水線通しに登攀した[3]。